# نيسكا (مغني)
جورج ستانيسلاس ماليف دينجا بينتو (بالفرنسية: Georges Stanislas Malif Dinga-Pinto)‏ المعروف في الوسط الفني باسم نيسكا (بالفرنسية: Niska)‏. وهو مغني راب فرنسي ولد في يوم 6 أبريل 1994 في إيفري، فرنسا. نشأ في فرنسا ويعيش حاليًا في فرنسا من أب كونغولي.

## ظهور
- 2015: غيمس مع نيسكا، تقويض لم يسبق له مثيل (ألبوم قلبي كان على حق).[5]

## روابط خارجية
- نيسكا (مغني) على موقع IMDb (الإنجليزية)
- نيسكا (مغني) على موقع ميوزك برينز (الإنجليزية)
- نيسكا (مغني) على موقع أول ميوزيك (الإنجليزية)
- نيسكا (مغني) على موقع ديسكوغز (الإنجليزية)
- نيسكا (مغني) على موقع قاعدة بيانات الفيلم (الإنجليزية)